# Фантастичне оповідання
Фантастичне оповідання — оповідання українського письменника Івана Сенченка, опубліковане в 1925 році. Одне з перших українських науково-фантастичних творів та утопій зокрема.
Написане у схематизованій та підкреслено ідеологізованій стилістиці 1920-х.

## Основні відомості
Сюжетна лінія мінімалістична. Редактор доручає співробітнику-літератору С. написати якийсь матеріал на злобу дня. Той погоджується. Чи то уві сні, чи то в якомусь дивному стані С. бачить новий світ. Він потрапляє у майбутнє — в часи Великих Комун. Чи не найбільше вражає С. те, що в новому світі усі будівлі виготовлені з ущільненого повітря, за допомогою цього ж «матеріалу» було висушено всі болота у таких країнах, як Білорусь. Величні Будинки Праці є справжніми палацами, а люди вже давно вітаються, мовлячи кожного разу «Доброї праці!» замість старого «Здрастуйте». Усю земну кулю охоплює система Комун. Найбільша з них простягається мало не на всю Євразію. ЦК Винаходів і Праці прагне вирішити демографічну проблему; Вища рада Комун видає постанову, яка дозволяє помирати людям, що не мають більше снаги до праці і творчості...
Люди майбутнього вражають прибульця з минулого нагромадженням м'язів; єдина жінка, яка трапилась С., була настільки схожою на культуриста, що він... утік від неї. У світі Великих Комун уже давно переможені хвороби, розгаданий секрет старіння і безсмертя.